# Delphin Lacroix
 (janvier 2021).
Si vous disposez d'ouvrages ou d'articles de référence ou si vous connaissez des sites web de qualité traitant du thème abordé ici, merci de compléter l'article en donnant les références utiles à sa vérifiabilité et en les liant à la section « Notes et références ».
Pour les articles homonymes, voir Lacroix.
Delphin Lacroix est un comédien et metteur en scène français.

## Biographie
Après sa sortie du Conservatoire national supérieur d'art dramatique de Paris (CNSAD) en 2001, où il apprend son métier auprès de Jacques Lassalle et Daniel Mesguich, il joue dans une vingtaine de pièces et met en scène plus d'une dizaine de spectacles.
En 2003, puis en 2007, il est invité par la Comédie-Française à jouer dans Platonov d'Anton Tchekhov puis dans La Mégère apprivoisée de William Shakespeare, au sein de la Salle Richelieu.
Au cinéma, il donne la réplique à Michel Serrault, José Garcia, Christian Clavier, Richard Bohringer, et Didier Bourdon.

## Théâtre

### Comédien
- 1997 : Le Misanthrope, de Molière, au Théâtre du Nord-Ouest
- 1997 : La Grotte, de  Jean Anouilh, au Lucernaire
- 1998 : L'homme de paille de Georges Feydeau, au Théâtre du Nord-Ouest
- 1999 : Dom Juan, de Molière, au Théâtre du Nord-Ouest
- 1999-2000 : Vol au-dessus d'un nid de coucous, de Dale Wasserman, au Théâtre de Paris
- 2000 : Les Caprices de Marianne, d'Alfred de Musset, au Théâtre du Nord-Ouest
- 2001 : Après, de Jacques Lassalle, au Théâtre du CNSAD
- 2002 : Institut Benjamenta, de Robert Walser, au CDN de Montreuil
- 2002 : La Machine infernale de Jean Cocteau, Théâtre de l'Athénée-Louis-Jouvet
- 2004-2005 : Week-end en ascenseur, de Jean-Christophe Barc, au Le Paris (Avignon)
- 2005 : On choisit pas sa famille, de Jean-Christophe Barc, au Le Paris (Avignon)
- 2003-2005 : Platonov, d'Anton Tchekhov, à la Comédie-Française
- 2004-2006 : Yvonne, Princesse de Bourgogne, de Witold Gombrovicz, au Théâtre de La Tempête
- 2007-2008 : La Mégère apprivoisée, de William Shakespeare, à la Comédie-Française
- 2008-2009 : Le Suicidé, de Nicolaï Erdmann, au Théâtre 13
- 2011-2012 : Amour et Chipolatas, de Jean-Luc Lemoine, à la Comédie Caumartin
- 2013-2016 : La Renaissance du Château, Les Amoureux de Verdun, à Parc du Puy du Fou.
- 2017-2018 : La Dame Blanche, de Sébastien Azzopardi et Sacha Danino, au Théâtre de la Renaissance. (3 nominations aux Molières en 2016)
- 2017-2018 : Merlin : la légende, de Caroline Ami et Flavi Péan, au Théâtre des Béliers Parisiens.
- 2018-2022 : Les Faux British, de Henry Lewis, Henry Shields, Jonathan Sayerau, au Théâtre Saint-Georges. (Molière de la Comédie en 2016)
- 2022-2025 : L'Embarras du choix, d'Azzopardi et Danino, au Théâtre de la Gaîté-Montparnasse. (Nomination au Molière de la Comédie en 2022)

### Metteur en scène
- 1998 : Sur la Grand-Route, d'Anton Tchekhov, au Théâtre du Nord-Ouest
- 1999 : La Thébaïde, de Jean Racine, au Théâtre du Nord-Ouest
- 2000 : Les Diablogues, de Roland Dubillard, au Théâtre de l’île Saint-Louis
- 2000 : Fantasio, d'Alfred de Musset, au Théâtre du Nord-Ouest
- 2004-2005 : Patsy, l'automate, de Budan et Nevo, au Lucernaire (Avignon), et Ciné 13 Théâtre
- 2004-2005 : Electrocardio-Drame, de Savignat, au Théâtre d’Edgard
- 2005 : Un simple froncement de sourcil, de Ged Marlon, au Petit Louvre (Avignon)

## Filmographie

### Cinéma
- 1999 : Cinq minutes de détente, de Tomas Roméro
- 2003 : Albert est méchant, de Hervé Palud
- 2008 : Bambou, de Didier Bourdon
- 2011 : Ma bonne étoile, d'Anne Fassio

### Télévision
- 2008 : Terre de Lumière (4 × 100 min), de Stéphane Kurc, pour France 2
- 2009 : Les Bougon, de Sam Karmann, pour M6

## Radio
- 2003 : S’opposer à l'orage, de Christophe Pellet, réalisation Claude Guerre, France Culture
- 2005 : Histoire de la Comédie Française, de Levers, réalisation Claude Lemire, France Culture
- 2008 : Mai 1968, réalisation Michel Sidoroff, France Culture